# Fiat 522

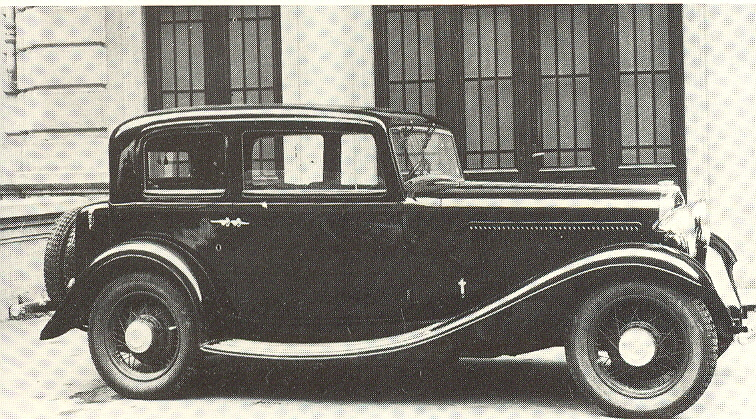
Fiat 522S Sport

Fiat 522 a fost un model de automobil fabricat de constructorul italian Fiat între anii 1931 și 1933, succesor al modelului Fiat 521.
Fiat 522 a introdus două variante de șasiu cu ampatament diferit, comercializate sub denumirile Fiat 522C (șasiu scurt) și Fiat 522L (șasiu lung).
Modelul a fost prima mașină din istorie echipată cu o cutie de viteze manuală cu patru trepte sincronizate. Motorul era un inline 6 cilindri monobloc, cu o capacitate cilindrică de 2.516 cm³, generând 52 CP (38,8 kW).
Au fost produse aproape 6.000 de exemplare. Cu acest model, Fiat a introdus logo-ul său rectangular, cu fundal roșu și litere de aur.
A fost construită și o versiune CSS, care dispunea de un motor cu compresie mărită și alimentare prin dublu carburator.
La Salonul Auto de la Geneva din 1932, Fiat a prezentat modelul 522S, bazat pe un șasiu intermediar, disponibil cu caroserie în două sau patru uși (722 de exemplare fabricate).

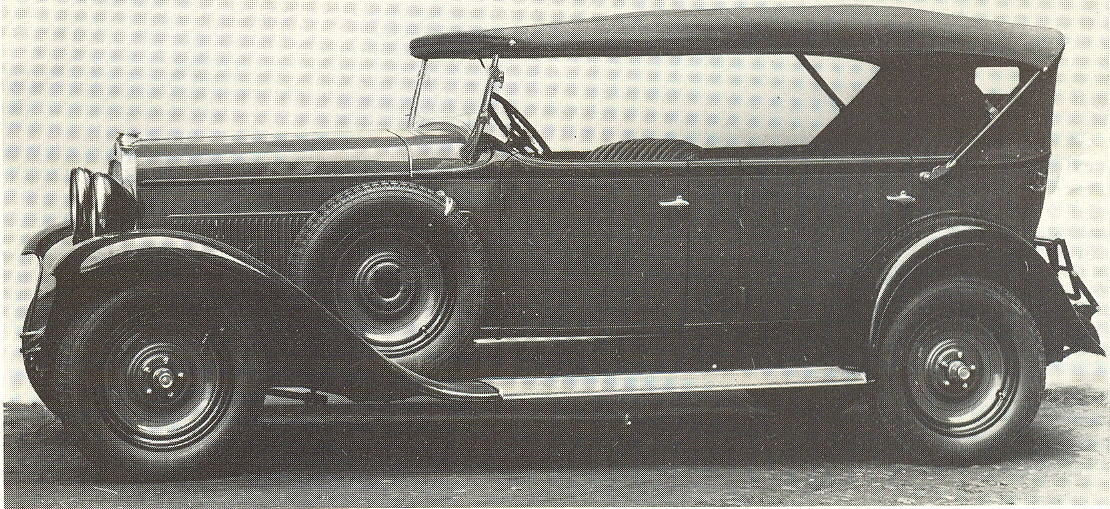
Fiat 522L